# Constant Joacim
Constant Joacim (ur. 3 marca 1908 w Berchem, zm. 12 czerwca 1979 w Blankenberge) – belgijski piłkarz, reprezentant kraju, grający na pozycji obrońcy.

## Kariera klubowa
Joacim zaczął grać w piłkę nożną w Antwerpii w Royal Scaldis SC. W 1929 przeniósł się grającego w pierwszej lidze belgijskiej Berchem Sport. W 1931 zajął z Berchemem trzecie miejsce. Dwa sezony później spadł z klubem do drugiej ligi, jednak rok później zwyciężył rozgrywki Tweede klasse i powrócił do gry na najwyższym poziomie. Po sezonie 1934/35 Joacim przeniósł się do Olympique Charleroi.
W ciągu następnych dwóch lat Charleroi awansował do drugiej ligi i dotarł do najwyższej klasy rozgrywkowej. Z powodu II wojny światowej działalność ligi została zawieszona na dwa lata, począwszy od 1939. Kiedy wznowiono grę w 1941, Joacim występował w Tilleur FC. Od 1943 grał w KVV Overpelt Fabriek, w którym rok później zakończył karierę piłkarską. 

## Kariera reprezentacyjna
Joacim zadebiutował w reprezentacji Belgii 16 maja 1931 w przegranym 1:4 spotkaniu z Anglią.
W 1934 roku został powołany na Mistrzostwa Świata. Nie wystąpił w żadnym spotkaniu. Po raz ostatni w drużynie narodowej pojawił się 10 czerwca 1937, w przegranym 1:2 meczu z Rumunią. Łącznie w latach 1931–1937 Joacim wystąpił w 11 spotkaniach reprezentacji Belgii.
| Mecze i gole w reprezentacji | Mecze i gole w reprezentacji | Mecze i gole w reprezentacji | Mecze i gole w reprezentacji | Mecze i gole w reprezentacji | Mecze i gole w reprezentacji | Mecze i gole w reprezentacji |
| #                            | Data                         | Miasto                       | Przeciwnik                   | Gol                          | Wynik                        | Rozgrywki                    |
| ---------------------------- | ---------------------------- | ---------------------------- | ---------------------------- | ---------------------------- | ---------------------------- | ---------------------------- |
| 1.                           | 16.05.1931                   | Molenbeek                    | Anglia                       |                              | 1:4                          | towarzyski                   |
| 2.                           | 31.05.1931                   | Lizbona                      | Portugalia                   |                              | 2:3                          | towarzyski                   |
| 3.                           | 27.05.1934                   | Florencja                    | III Rzesza                   |                              | 2:5                          | MŚ 1934                      |
| 4.                           | 09.05.1936                   | Bruksela                     | Anglia                       |                              | 3:2                          | towarzyski                   |
| 5.                           | 21.02.1937                   | Bruksela                     | Francja                      |                              | 3:1                          | towarzyski                   |
| 6.                           | 04.04.1937                   | Deurne                       | Holandia                     |                              | 2:1                          | towarzyski                   |
| 7.                           | 18.04.1937                   | Bruksela                     | Szwajcaria                   |                              | 1:2                          | towarzyski                   |
| 8.                           | 25.04.1937                   | Hanower                      | III Rzesza                   |                              | 0:1                          | towarzyski                   |
| 9.                           | 02.05.1937                   | Rotterdam                    | Holandia                     |                              | 0:1                          | towarzyski                   |
| 10.                          | 06.06.1937                   | Belgrad                      | Jugosławia                   |                              | 1:1                          | towarzyski                   |
| 11.                          | 10.06.1937                   | Bukareszt                    | Rumunia                      |                              | 1:2                          | towarzyski                   |

## Sukcesy
Berchem Sport
- Mistrzostwo Tweede klasse (1): 1933/34

Olympique Charleroi
- Mistrzostwo Tweede klasse (1): 1936/37